# Chemischer Ofen
Der Chemische Ofen, lateinisch  Fornax, ist ein Sternbild des Südhimmels.

## Beschreibung

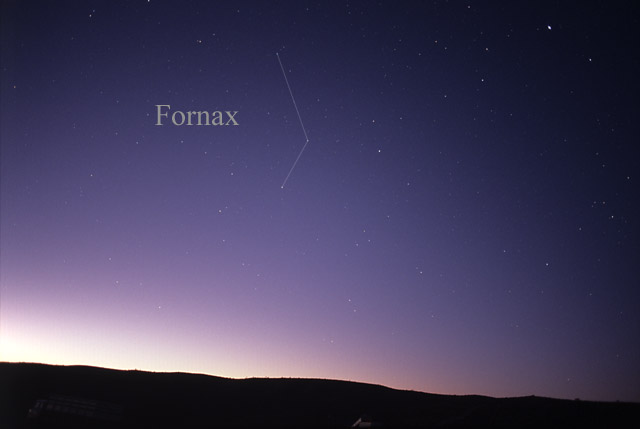
Das Sternbild Fornax, wie es mit dem bloßen Auge gesehen werden kann

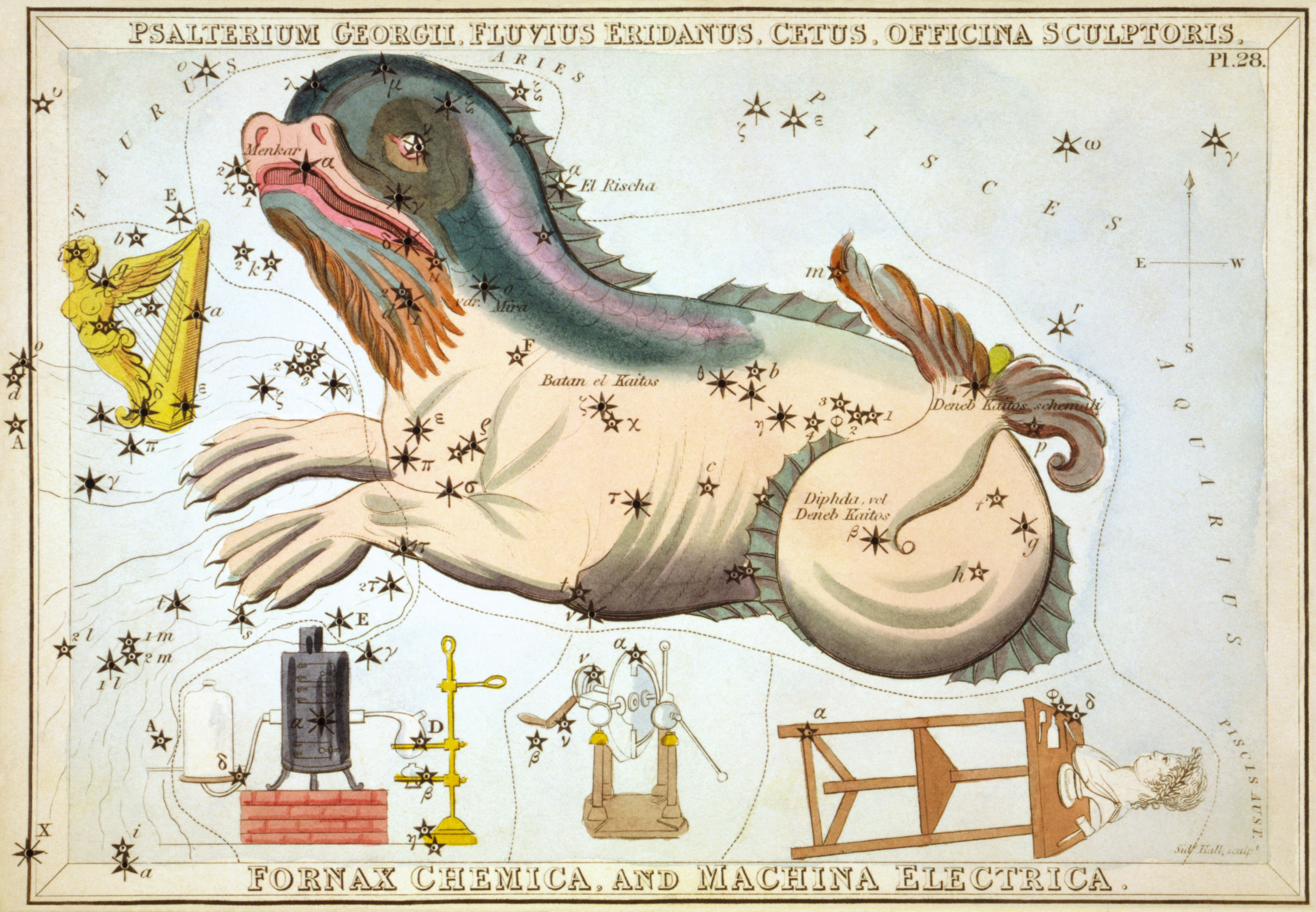
Das Sternbild Chemischer Ofen (unten links) auf einer Sternkarte aus dem Werk Urania's Mirror (1825)

Fornax ist ein unscheinbares Sternbild, das sich aus lichtschwachen Sternen zusammensetzt. Nur ein Stern erreicht die 3. Größenklasse. Das Sternbild ist zum größten Teil vom ausgedehnten Eridanus umgeben.
Fornax ist vollständig nur von Süddeutschland, Österreich oder der Schweiz (dort steht es im Spätherbst tief über dem Horizont) und südlicheren Breiten aus zu sehen.
Im Sternbild befindet sich der Fornax-Galaxienhaufen, der 58 Galaxien enthält. Mit einer Entfernung von etwa 60 Millionen Lichtjahren ist er nach dem Virgo-Galaxienhaufen der zweitnächste Galaxienhaufen. Außerdem findet man dort die Fornax-Zwerggalaxie. Sie gehört allerdings nicht zum Fornax-Galaxienhaufen, sondern ist mit nur 450.000 Lichtjahren Abstand ein Mitglied der Lokalen Gruppe, zu der auch unsere Milchstraße gehört.

## Geschichte
Das Sternbild wurde 1756 unter dem Namen le Fourneau (Fornax Chimiae im Jahr 1763) von Nicolas Louis de Lacaille eingeführt. Johann Elert Bode übernahm es als Apparatus Chemicus in seinen Sternatlas Uranographia.
Zwischen 2003 und 2004 nahm das Hubble-Weltraumteleskop in einem relativ sternarmen Bereich im Fornax das Hubble Ultra Deep Field auf. Die Aufnahmen zeigen etwa 9.500 Galaxien, wobei die entferntesten eine Rotverschiebung von etwa 7 aufweisen.

## Himmelsobjekte

### Sterne
| B  | Namen o. andere Bezeichnungen | Größe (mag) | Lj  | Spektralklasse |
| -- | ----------------------------- | ----------- | --- | -------------- |
| α  | Dalim, Alpha Fornacis         | 3,87        | 46  | F8 V + G7 V    |
| β  |                               | 4,46        | 177 | G9 IIIb        |
| ν  |                               | 4.68 – 4.73 | 347 | B9,5 III       |
| ω  |                               | 4,96        | 486 | B9.5 IV        |
| δ  |                               | 4,99        | 847 | B5 III         |
| φ  |                               | 5,13        | 156 | A2.5 V         |
| κ  |                               | 5,20        | 74  | G0 V           |
| μ  |                               | 5,27        | 319 | A0 V           |
| π  |                               | 5,35        | 289 | G8 III         |
| γ2 |                               | 5,39        | 546 | A1 V           |
| η3 |                               | 5,47        | 489 | K2 III         |
| ρ  |                               | 5,54        | 283 | G6 III         |
| ζ  |                               | 5,69        | 109 | F4 V           |
| χ2 |                               | 5,70        | 476 | K2 III         |
| ι1 |                               | 5,73        | 643 | G8-K0 III      |
| λ2 |                               | 5,78        | 83  | G1 V           |
| ι2 |                               | 5,83        | 114 | F6 V           |
| ε  |                               | 5,89        | 104 | K2 V           |
| λ1 |                               | 5,91        | 383 | K0-K1 III      |
| σ  |                               | 5,90        | 320 | A2 V           |
| η2 |                               | 5,92        | 425 | K0 III         |
| ψ  |                               | 5,93        | 185 | F5 V           |

### Doppelsterne
| Objekt | Scheinbare Helligkeit (mag) | Abstand |
| ------ | --------------------------- | ------- |
| α      | 3,9/5,8                     | 5,2"    |
| ω      | 4,9/7,9                     | 10,8"   |

Alpha Fornacis, der hellste Stern im Fornax, ist ein Doppelsternsystem in 46 Lichtjahren Entfernung. Die beiden Komponenten gehören den Spektralklassen F8 und G7 an und können bereits mit einem kleinen Teleskop beobachtet werden.

### Veränderliche Sterne
| Stern  | Größe          | Periode    | Typ                                 |
| ------ | -------------- | ---------- | ----------------------------------- |
| R For  | 7,5m bis 13,0m | 388,7 Tage | Mirastern                           |
| ST For | 7,9m bis 11,6m | 268 Tage   | Halbregelmäßig veränderlicher Stern |

R Fornacis ist ein Veränderlicher Stern vom Typ Mira, dessen scheinbare Helligkeit während einer Periode von  rund 389 Tagen sehr stark zwischen 7,5 und 13,0 Größenklassen schwankt. Die Variabilität der Helligkeit des Sterns wurde 1896 entdeckt. Der Veränderliche gehört mit seiner Spektralklasse C4.3 zu den Kohlenstoffsternen. Seine Entfernung von der Erde beträgt ca. 1810 Lichtjahre. – ST For ist ein Halbregelmäßiger Veränderlicher von der Untergruppe SRa, der eine Periode seiner Helligkeitsschwankungen von etwa 268 Tagen aufweist. Im Maximum erreicht er eine scheinbare Helligkeit von 7,9m; im Minimum fällt sie auf 11,6m ab. Der Stern ist circa 2140 Lichtjahre entfernt und gehört der Spektralklasse M6 an.

### NGC-Objekte
| NGC  | sonstige       | Größe | Typ                  | Name                |
| ---- | -------------- | ----- | -------------------- | ------------------- |
|      | MCG -06-07-001 | 9,3   | Galaxie              | Fornax-Zwerggalaxie |
| 1097 |                | 9,3   | Galaxie              |                     |
| 1316 |                | 8,2   | Galaxie              |                     |
| 1344 |                |       | Galaxie              |                     |
| 1350 |                |       | Galaxie              |                     |
| 1360 |                | 9,4   | Planetarischer Nebel |                     |
| 1365 |                | 9,3   | Galaxie              |                     |
| 1374 |                |       | Galaxie              |                     |
| 1381 |                |       | Galaxie              |                     |
| 1380 |                |       | Galaxie              |                     |
| 1387 |                |       | Galaxie              |                     |
| 1398 |                |       | Galaxie              |                     |
| 1399 |                | 8,8   | Galaxie              |                     |
| 1404 |                |       | Galaxie              |                     |
| 1425 |                |       | Galaxie              |                     |

Im Fornax befindet sich NGC 1360, mit einem Durchmesser von 390 Bogensekunden einer der größten Planetarischen Nebel. Er ist bereits im Prismenfernglas gut zu erkennen. Um den 11 hellen Zentralstern sichtbar zu machen, benötigt man allerdings ein Teleskop mittlerer Größe.
Die Fornax-Zwerggalaxie weist eine sehr geringe Flächenhelligkeit auf und wurde daher erst 1938 von Harlow Shapley auf fotografischen Platten entdeckt. Obwohl sie am Nachthimmel den zweifachen Durchmesser des Vollmondes aufweist, kann sie mit dem Teleskop nicht visuell beobachtet werden. Erst auf langbelichteten Fotografien wird sie sichtbar.
14 Mitglieder des Fornax-Galaxienhaufens sind heller als 11,5 und daher schon im Amateur-Teleskop gut sichtbar.